# Dressed Up as Life
Dressed Up as Life —en español: Disfracé de Vida— es el segundo álbum de estudio de la banda australiana Sick Puppies. Fue publicado el 3 de abril de 2007. Dressed Up as Life es su primer álbum para ser lanzado en los Estados Unidos. Fue lanzado el 3 de abril de 2007 y alcanzó el puesto # 181 en la de Billboard 200 Albums de EE. UU. La canción All the Same es el tema de Free Hugs Campaign video en YouTube, aunque también tiene su propio video. Deutsch Creativos Publicitarios Michael Leibowitz y Eric Rojas supervisó el CD de diseño para disfracé de vida .
El álbum ha vendido más de 150 000 copias en los Estados Unidos hasta la fecha.

## Lista de canciones
| N.º | Título                     | Escritor(es)                          | Duración |  |
| 1.  | «My World»                 | Moore, Anzai, Armato, James           | 4:00     |  |
| 2.  | «Pitiful»                  | Moore, Anzai, Armato, James           | 3:44     |  |
| 3.  | «Cancer»                   | Moore, Anzai, Armato, James, Creswell | 3:05     |  |
| 4.  | «What Are You Looking For» | Moore, Anzai, Armato, James           | 4:09     |  |
| 5.  | «Deliverance»              | Moore, Anzai, Creswell                | 3:12     |  |
| 6.  | «All the Same»             | Moore, Anzai, Armato, James           | 4:18     |  |
| 7.  | «Too Many Words»           | Moore, Anzai, Armato, James           | 3:21     |  |
| 8.  | «Howard's Tale»            | Moore, Anzai                          | 4:12     |  |
| 9.  | «Asshole Father»           | Moore, Anzai, Armato, James           | 3:00     |  |
| 10. | «Issues»                   | Moore, Anzai, Armato, James           | 4:00     |  |
| 11. | «Anywhere but Here»        | Moore, Anzai, Armato, James, Ali      | 3:59     |  |
| 12. | «The Bottom»               | Moore, Anzai, Armato, James, Creswell | 4:37     |  |

## Posicionamiento en lista
| Lista (2007)                 | Posiciones |
| ---------------------------- | ---------- |
| US Billboard 200             | 181        |
| US Billboard Top Heatseekers | 4          |

## Personal
- Shim Moore - voz principal, guitarra
- Emma Anzai - bajo, coros
- Mark Goodwin - batería